# Csu Jonggvang
Csu Jonggvang (hangul: 주영광, handzsa: 朱榮光, RR: Chu Yung-kwang; Phenjan, 1920 – Szöul, 1982. szeptember 28.) dél-koreai labdarúgó-középpályás.